# Altenhof (Weitramsdorf)
Altenhof ist ein Gemeindeteil der oberfränkischen Gemeinde Weitramsdorf im Landkreis Coburg.

## Geographie
Altenhof liegt etwa sieben Kilometer südwestlich von Coburg in einem Tal, durch das der Tambach fließt. Die Staatsstraße 2202 von Weitramsdorf nach Tambach führt durch den Ort. Eine Gemeindeverbindungsstraße verbindet Altenhof mit Scheuerfeld.

## Geschichte
Altenhof wurde am 27. Juni 1226 erstmals urkundlich erwähnt, als der Würzburger Bischof Hermann von Lobdeburg einen Streit zwischen Ulrich von Calwenberg (Callenberg) und dem Abt des Klosters Langheim schlichtete. Ulrich von Calwenberg und seine Brüder mussten dabei auf den Hof zu „Burckersdorf“, das spätere Tambach, und die Güter in den zugehörigen Dörfern „Vetus curia“ (Altenhof), „Weitersdorf“  (Weitramsdorf), „Gersbech“ (Gersbach), „Neuendorf“ (Neundorf) und Witzmannsberg verzichten.
Dem Ortsnamen nach war es wohl der erste Langheimer Klosterhof, dem der Klosterhof Tambach nachfolgte.
Verwaltet wurde Altenhof vom Klosterhof Tambach, der bedeutendsten Filiale des Klosters Langheim, das Grund- und Lehenherr des Mönchsdorfes war. Der Ort gehörte zum fürstbischöflich würzburgischen Territorium, das benachbarte Weitramsdorf zum Fürstentum Sachsen-Coburg. Dazwischen lag eine Konfessionsgrenze.
1779 brannte das Dorf nieder. Im Jahr 1803 wurde Franken ein Teil Bayerns und mit der Säkularisation in Bayern folgte die Auflösung des Klosters Langheim. Im Januar 1806 nahm Graf Joseph Carl von Ortenburg die Tambacher Lande, zu denen auch Altenhof gehörte, als reichsunmittelbare Grafschaft Ortenburg-Tambach in Besitz. Im Oktober 1806 wurde die Grafschaft mediatisiert. Von Dezember 1806 bis 1810 gehörte Altenhof als Teil des Tambacher Landes zum Großherzogtum Würzburg. Danach wurde das Herrschaftsgericht Tambach dem bayerischen Mainkreis zugeordnet. Es kam zum Zusammenschluss von Altenhof und dem größeren Tambach zur Gemeinde Altenhof. Ein weiterer Ortsteil war das Dorf Hergramsdorf. 1835 erhielt der Ort eine Schule für die katholischen Schüler. 1862 erfolgte die Eingliederung der Landgemeinde Altenhof in das neu geschaffene bayerische Bezirksamt Staffelstein.
1925 hatte das Kirchdorf Altenhof 158 Einwohner und 28 Wohnhäuser, die Gemeinde 360 Einwohner. Die Schule für die evangelischen Schüler war in Tambach. Am 1. April 1931 wurde die Gemeinde Altenhof aus dem Bezirksamt Staffelstein in das Bezirksamt Coburg eingegliedert.
Am 1. Januar 1972 erfolgte die Eingemeindung von Altenhof nach Weitramsdorf. Im Jahr 1987 hatte das Dorf 293 Einwohner und 77 Wohnhäuser mit 104 Wohnungen.

### Einwohnerentwicklung
| Jahr      | 1875 | 1900 | 1925 | 1950 | 1970 | 1987 | 2004 |
| --------- | ---- | ---- | ---- | ---- | ---- | ---- | ---- |
| Einwohner | 115  | 129  | 158  | 203  | 331  | 293  | 331  |

## Sehenswürdigkeiten

### Baudenkmäler

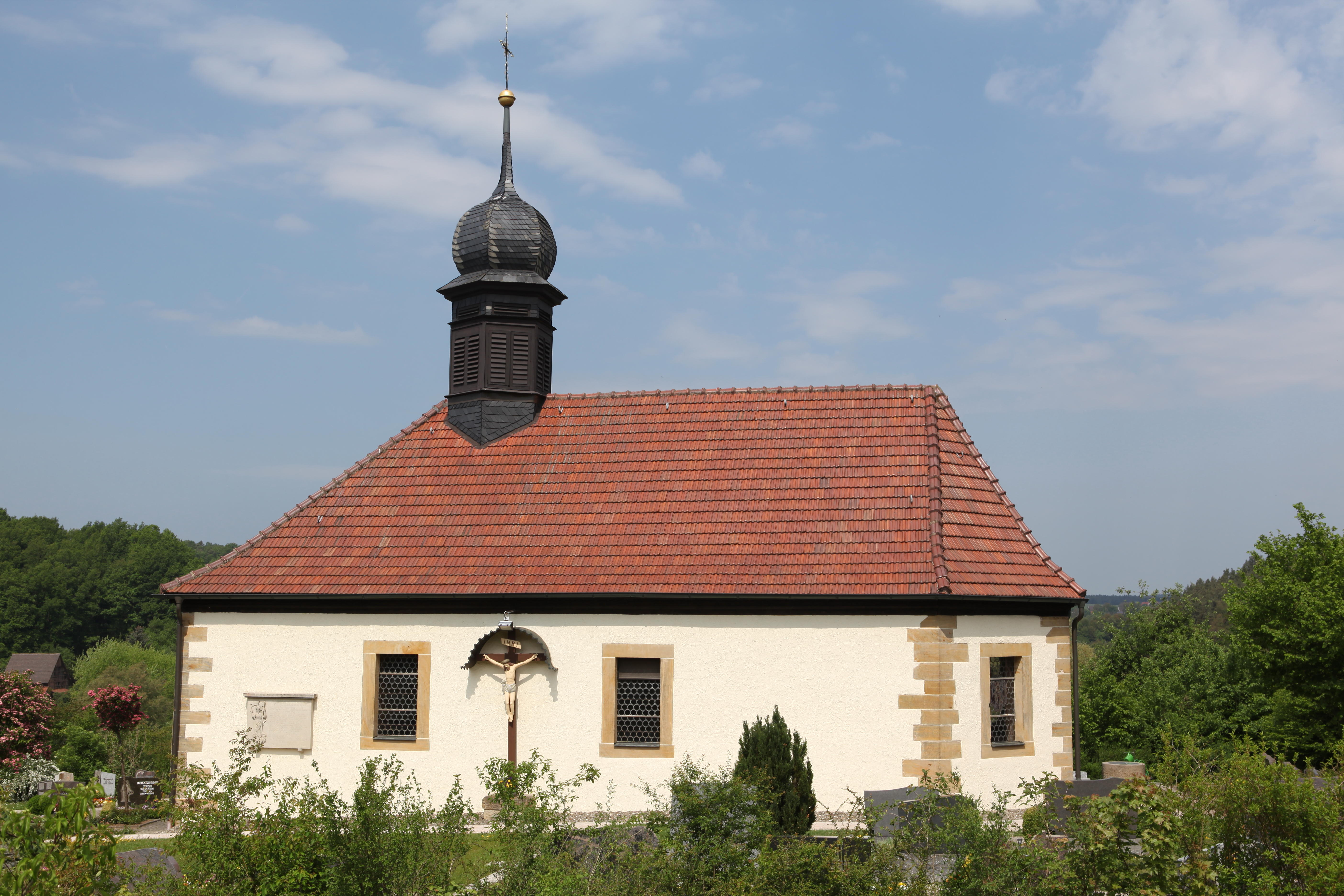
Katholische Kirche

Die römisch-katholische Filialkirche Mater Dolorosa wurde 1779 als einfacher Saalbau mit Dachreiter und Walmdach errichtet. 1840 wurde der Altar mit einer geschnitzten Tafel mit der Krönung Mariens ausgestattet und 1902 eine neue Orgel eingebaut.
→ Liste der Baudenkmäler in Altenhof